# 15 Minutes
15 Minutes er en amerikansk thriller fra 2001. Filmens hovedroller spilles af Robert De Niro og Edward Burns.

## Medvirkende
- Robert De Niro som Eddie Flemming
- Edward Burns som Jordan Warsaw
- Kelsey Grammer som Robert Hawkins
- Avery Brooks som Leon Jackson
- Melina Kanakaredes som Nicolette Karsom
- Karel Roden som Emil Slovák
- Oleg Taktarov som Oleg Razgul
- Vera Farmiga som Daphne Handlová
- John DiResta som Bobby Korfin
- James Handy som Captain Duffy
- Darius McCrary som Tommy Cullen
- Bruce Cutler som Himself
- Charlize Theron som Rose Hearn
- Kim Cattrall som Cassandra
- David Alan Grier som Mugger
- Vladimir Msomhkov som Milos Karlov
- Irina Gsomanova som Tamina Karlova
- Anton Yelchin som dreng i brændene bygning
- Gabriel Csomseus som Unique

## Eksterne Henvisninger
- 15 Minutes på Internet Movie Database (engelsk)
- 15 Minutes på Filmdatabasen
- 15 Minutes på Scope
- 15 Minutes i Svensk Filmdatabas (svensk)
- 15 Minutes på AlloCiné (fransk)
- 15 Minutes på MovieMeter (nederlandsk)
- 15 Minutes på AllMovie (engelsk)
- 15 Minutes hos American Film Institute (engelsk)
- 15 Minutes på Turner Classic Movies (engelsk)
- 15 Minutes på The Movie Database (engelsk)